# 7063 Johnmichell
7063 Johnmichell è un asteroide della fascia principale. Scoperto nel 1991, presenta un'orbita caratterizzata da un semiasse maggiore pari a 2,4011602 UA e da un'eccentricità di 0,1343079, inclinata di 2,11161° rispetto all'eclittica.